# 빛가람초등학교
빛가람초등학교는 대한민국 전라남도 나주시에 있는 초등학교다.

## 학교 연혁
- 2014. 03. 03  빛가람초등학교 1회 입학식 및 개교
- 2014. 03. 01  제1대 소순희 교장 취임
- 2017. 03. 01  제2대 윤영섭 교장 취임
- 2020. 03. 01  제3대 송병화 교장 취임